# Liste des navires de la marine indienne
La liste des navires de la marine indienne est la liste des navires en service actif dans la marine indienne. Ceux-ci sont extraits du site Web officiel de la marine indienne. La marine indienne est en 2020 la 6e marine du monde, avec un tonnage global à pleine charge d'environ 510 000 tonnes. Les programmes de construction en cours devraient accroitre ce tonnage au cours des prochaines années.
En 2020, la marine indienne compte 16 sous-marins, dont 1 sous-marin nucléaire lanceur d'engins, 1 sous-marin nucléaire d'attaque, et 14 sous-marins d’attaque à propulsion conventionnelle. La flotte de surface rassemble quelque 115 navires de plus de 100 tonnes, dont 1 porte-avions, 13 destroyers, 14 frégates, 18 corvettes et patrouilleurs océaniques, 30 corvettes et patrouilleurs légers, 1 transport de chalands de débarquement (TCD), 8 bâtiments de débarquement, 4 pétroliers-ravitailleurs, 2 transports de troupes, et divers navires auxiliaires et chalands de débarquement. Ce chiffre ne prend pas en compte les unités portuaires, telles que remorqueurs, pousseurs, et barges diverses, ni les unités de moins de 100 tonnes.
Pour les navires qui ne sont plus en service, voir List of ships of the Indian Navy (en). Pour les acquisitions futures de la flotte, voir Future of the Indian Navy (en).
Outre les navires de la marine qui suivent, les garde-côtes indiennes (Indian Coast Guard) exploitent plus de 180 patrouilleurs et vedettes côtières.

## Sous-marins

### Sous-marins nucléaires (SNLE et SNA)
| Classe         | Illustration | Type                                         | Bâtiments                                       | Origine  | Déplacement en plongée    | Note                                                 |
| SNLE (1)       | SNLE (1)     | SNLE (1)                                     | SNLE (1)                                        | SNLE (1) | SNLE (1)                  | SNLE (1)                                             |
| -------------- | ------------ | -------------------------------------------- | ----------------------------------------------- | -------- | ------------------------- | ---------------------------------------------------- |
| Classe Arihant | INS Arihant  | Sous-marin nucléaire lanceur d'engins (SNLE) | INS Arihant (S2) (2015) INS Arighat (S3) (2021) | Inde     | 6 500 tonnes (estimation) | L'Arighat est en cours d'essais (2020).              |
| SNA (1)        |              |                                              |                                                 |          |                           |                                                      |
| Classe Akoula  | INS Chakra   | Sous-marin nucléaire d'attaque (SNA)         | INS Chakra (S71) (2009)                         | Russie   | 12 770 tonnes             | Classe Akoula modernisée. Acquis par l'Inde en 2012. |

### Sous-marins diesels (SMD)
| Classe             | Illustration    | Type                    | Bâtiments | Origine                   | Déplacement en plongée | Note                   |
| SMD (14)           | SMD (14)        | SMD (14)                | SMD (14) | SMD (14)                  | SMD (14)               | SMD (14)               |
| ------------------ | --------------- | ----------------------- | --- | ------------------------- | ---------------------- | ---------------------- |
| Classe Sindhughosh | INS Sindhuvijay | Sous-marin diesel (SMD) | INS Sindhughosh (S55) INS Sindhudhvaj (S56) INS Sindhuraj (S57) INS Sindhuratna (S59) INS Sindhukesari (S60) INS Sindhukirti (S61) INS Sindhuvijay (S62) INS Sindhurashtra (S65) | Union soviétique Russie   | 3 076 tonnes           | Classe Kilo soviétique |
| Classe Kalvari     |                 | Sous-marin diesel (SMD) | INS Kalvari (S21) INS Khanderi (S22) INS Karanj (S23) INS Vela (S24) INS Vagir (S25) INS Vagsheer (S26)                                                                          | France Inde               | 2 000 tonnes           | Classe Scorpène.       |
| Classe Shishumar   |                 | Sous-marin diesel (SMD) | INS Shishumar (S44) INS Shankush (S45) INS Shalki (S46) INS Shankul (S47) | Allemagne de l'Ouest Inde | 1 850 tonnes           | Type 209 allemand      |

### Sous-marins de sauvetage
| Classe                       | Illustration                 | Type                         | Bâtiments                    | Origine                      | Déplacement en plongée       | Note                         |                              |
| Sous-marins de sauvetage (2) | Sous-marins de sauvetage (2) | Sous-marins de sauvetage (2) | Sous-marins de sauvetage (2) | Sous-marins de sauvetage (2) | Sous-marins de sauvetage (2) | Sous-marins de sauvetage (2) | Sous-marins de sauvetage (2) |
| ---------------------------- | ---------------------------- | ---------------------------- | ---------------------------- | ---------------------------- | ---------------------------- | ---------------------------- | ---------------------------- |
| DSAR class                   |                              | Sous-marin de sauvetage      | 2 unités                     | Royaume-Uni                  | 25 tonnes                    | ,                            |                              |

## Bâtiments de combat

### Porte-avions
| Classe          | Illustration    | Type            | Bâtiments                     | Origine         | Déplacement     | Note |
| Porte-avion (2) | Porte-avion (2) | Porte-avion (2) | Porte-avion (2)               | Porte-avion (2) | Porte-avion (2) | Porte-avion (2)                                                                                              |
| --------------- | --------------- | --------------- | ----------------------------- | --------------- | --------------- | --- |
| Classe Kiev     |                 | Porte-avions    | INS Vikramaditya (R33) (1987) | Russie          | 45 400 tonnes   | Classe Kiev modernisée (2013). Décollage horizontal sur tremplin et appontage horizontal avec brins d'arrêt. |
|                 |                 | Porte-avions    | INS Vikrant (2013)            | Inde            | 37 500 tonnes   | |

### Destroyers
| Classe          | Illustration    | Type            | Bâtiments                                                                | Origine          | Déplacement     | Note                                                                     |
| Destroyers (13) | Destroyers (13) | Destroyers (13) | Destroyers (13)                                                          | Destroyers (13)  | Destroyers (13) | Destroyers (13)                                                          |
| --------------- | --------------- | --------------- | ------------------------------------------------------------------------ | ---------------- | --------------- | ------------------------------------------------------------------------ |
| Classe Kolkata  |                 | Destroyer       | INS Kolkata (D63) (2014) INS Kochi (D64) (2015) INS Chennai (D65) (2016) | Inde             | 8 200 tonnes    | Destroyer furtif                                                         |
| Classe Shivalik |                 | Destroyer       | INS Shivalik (F47) INS Satpura (F48) INS Sahyadri (F49)                  | Inde             | 6 200 tonnes    | Destroyer furtif                                                         |
| Classe Delhi    |                 | Destroyer       | INS Delhi (D61) INS Mysore (D60) INS Mumbai (D62)                        | Inde             | 6 200 tonnes    |                                                                          |
| Classe Rajput   |                 | Destroyer       | INS Rajput (D51) INS Rana (D52) INS Ranvir (D54) INS Ranvijay (D55)      | Union soviétique | 4 974 tonnes    | Construit en Union soviétique sur des plans adaptés aux besoins indiens. |

### Frégates
| Classe              | Illustration                          | Type          | Bâtiments | Origine       | Déplacement   | Note                                                         |
| Frégates (15)       | Frégates (15)                         | Frégates (15) | Frégates (15) | Frégates (15) | Frégates (15) | Frégates (15)                                                |
| ------------------- | ------------------------------------- | ------------- | --- | ------------- | ------------- | ------------------------------------------------------------ |
| Classe Talwar       | INS Trikand                           | Frégate       | INS Talwar (F40) INS Trishul (F43) INS Tabar (F44) INS Teg (F45) INS Tarkash (F50) INS Trikand (F51) INS Tushil (F70) | Russie        | 4 440 tonnes  | Frégate furtive                                              |
| Classe Brahmaputra  |                                       | Frégate       | INS Brahmaputra (F31) INS Betwa (F39) INS Beas (F37)                                                                  | Inde          | 3 850 tonnes  | Classe Godavari améliorée                                    |
| Classe Godavari     |                                       | Frégate       | INS Gomati (F21) | Inde          | 3 850 tonnes  |                                                              |
| Classe Kamorta (en) | INS Kavaratti (P31) during sea trials | Frégate ASM   | INS Kamorta (P28) INS Kadmatt (P29) INS Kiltan (P30) INS Kavaratti (P31)                                              | Inde          | 3 300 tonnes  | Frégate furtive conçue pour la lutte anti-sous-marine (ASM). |

### Corvettes
| Classe             | Illustration   | Type            | Bâtiments | Origine        | Déplacement    | Note                                                |
| Corvettes (19)     | Corvettes (19) | Corvettes (19)  | Corvettes (19) | Corvettes (19) | Corvettes (19) | Corvettes (19)                                      |
| ------------------ | -------------- | --------------- | --- | -------------- | -------------- | --------------------------------------------------- |
| Classe Kora (en)   |                | Corvette        | INS Kora (P61) INS Kirch (P62) INS Kulish (P63) INS Karmuk (P64)                                                                          | Inde           | 1 400 tonnes   |                                                     |
| Classe Khukri (en) | INS Kuthar     | Corvette        | INS Khukri (P49) INS Kuthar (P46) INS Kirpan (P44) INS Khanjar (P47)                                                                      | Inde           | 1 350 tonnes   |                                                     |
| Classe Abhay (en)  |                | Corvette légère | INS Abhay (P33) INS Ajay (P34) INS Akshay (P35)                                                                                           | Inde           | 485 tonnes     | Variante indienne de la classe Pauk soviétique.     |
| Classe Veer        | INS Nirbhik    | Corvette légère | INS Nishank (K43) INS Vibhuti (K45) INS Vipul (K46) INS Vinash (K47) INS Vidyut (K48) INS Nashak (K83) INS Prabal (K92) INS Pralaya (K91) | Inde           | 455 tonnes     | Variante indienne de la classe Tarentul soviétique. |

### Bâtiments amphibies
| Classe              | Illustration | Type                                        | Bâtiments | Origine    | Déplacement   | Note                      |
| TCD (1)             | TCD (1)      | TCD (1)                                     | TCD (1) | TCD (1)    | TCD (1)       | TCD (1)                   |
| ------------------- | ------------ | ------------------------------------------- | --- | ---------- | ------------- | ------------------------- |
| Classe Austin       | INS Jalashwa | Transport de chalands de débarquement (TCD) | INS Jalashwa (L41) (1971)                                                                                              | États-Unis | 16 590 tonnes | Acquis par l'Inde en 2007 |
| BDC (8)             |              |                                             | |            |               |                           |
| Classe Shardul (en) |              | Bâtiment de débarquement de chars (BDC)     | INS Shardul (L16) (2004) INS Kesari (L15) (2008) INS Airavat (L24)                                                     | Inde       | 5 600 tonnes  |                           |
| Classe Magar (en)   |              | Bâtiment de débarquement de chars (BDC)     | INS Magar (L20) INS Gharial (L23)                                                                                      | Inde       | 5 655 tonnes  |                           |
| Classe Kumbhir      | INS Kumbhir  | Bâtiment de débarquement de chars (BDC)     | INS Cheetah (L18) INS Guldar (L21) INS Kumbhir (L22)                                                                   | Pologne    | 1 100 tonnes  |                           |
| CD (7)              |              |                                             | |            |               |                           |
| Classe Mk. IV       |              | Chaland de débarquement (CD)                | INS LCU 51 (L51) INS LCU 52 (L52) INS LCU 53 (L53) INS LCU 54 (L54) INS LCU 55 (L55) INS LCU 56 (L56) INS LCU 57 (L57) | Inde       | 830 tonnes    |                           |

## Bâtiments de souveraineté

### Patrouilleurs hauturiers
| Classe         | Illustration | Type                   | Bâtiments                                                                                                   | Origine           | Déplacement  | Note                                         |
| PO (10)        | PO (10)      | PO (10)                | PO (10) | PO (10)           | PO (10)      | PO (10)                                      |
| -------------- | ------------ | ---------------------- | --- | ----------------- | ------------ | -------------------------------------------- |
| Classe Saryu   |              | Patrouilleur océanique | INS Saryu (P54) INS Sunayna (P57) INS Sumedha (P58) INS Sumitra (P59)                                       | Inde              | 2 300 tonnes |                                              |
| Classe Sukanya | INS Suvarna  | Patrouilleur océanique | INS Sukanya (P50) INS Subhadra (P51) INS Suvarna (P52) INS Savitri (P53) INS Sharada (P55) INS Sujata (P56) | Corée du Sud Inde | 1 890 tonnes | Peut être armé en corvette en cas de besoin. |

### Patrouilleurs légers
| Classe                 | Illustration | Type               | Bâtiments | Origine | Déplacement | Note    |
| PL (19)                | PL (19)      | PL (19)            | PL (19) | PL (19) | PL (19)     | PL (19) |
| ---------------------- | ------------ | ------------------ | --- | ------- | ----------- | ------- |
| Car Nicobar class (en) |              | Patrouilleur léger | Flottille I INS Car Nicobar (T69) INS Chetlat (T70) INS Kora Divh (T71) INS Cheriyam (T72) INS Cankaraso (T73) INS Kondul (T74) INS Kalpeni (T75) INS Kabra (T76) INS Koswari (T77) INS Karuva (T78) Flottille II : FOWJFAC INS Tarmugli (T91) INS Tillanchang(T92) INS Tihayu (T93) INS Tarasa (T94) | Inde    | 325 tonnes  |         |
| Bangaram class (en)    |              | Patrouilleur léger | INS Bangaram (T65) INS Bitra (T66) INS Batti Malv (T67) INS Baratang (T68) | Inde    | 260 tonnes  |         |
| Trinkat class (en)     |              | Patrouilleur léger | INS Trinkat (T61) | Inde    | 260 tonnes  |         |

## Bâtiments de soutien

### Pétroliers ravitailleurs
| Classe        | Illustration | Type                   | Bâtiments                         | Origine | Déplacement   | Note   |
| PR (4)        | PR (4)       | PR (4)                 | PR (4)                            | PR (4)  | PR (4)        | PR (4) |
| ------------- | ------------ | ---------------------- | --------------------------------- | ------- | ------------- | ------ |
| Classe Jyoti  | INS Jyoti    | Pétrolier ravitailleur | INS Jyoti (A58)                   | Russie  | 35 900 tonnes |        |
| Classe Deepak |              | Pétrolier ravitailleur | INS Deepak (A50) INS Shakti (A57) | Italie  | 27 500 tonnes |        |
| Classe Aditya | INS Aditya   | Pétrolier ravitailleur | INS Aditya (A59)                  | Inde    | 24 612 tonnes |        |

### Transports de troupes
| Classe                    | Illustration                       | Type                      | Bâtiments                 | Origine                   | Déplacement               | Note                      |
| Transports de troupes (2) | Transports de troupes (2)          | Transports de troupes (2) | Transports de troupes (2) | Transports de troupes (2) | Transports de troupes (2) | Transports de troupes (2) |
| ------------------------- | ---------------------------------- | ------------------------- | ------------------------- | ------------------------- | ------------------------- | ------------------------- |
| Nicobar class (en)        | Illustration.manquante.à.compléter | Transport de troupes      | INS Nicobar INS Andamans  | Pologne                   | 19 000 tonnes             |                           |

### Autres bâtiments de soutien
| Classe                                     | Illustration                               | Type                                       | Bâtiments                                  | Origine                                    | Déplacement                                | Note                                       |
| Bâtiment de soutien à la plongée (BSP) (1) | Bâtiment de soutien à la plongée (BSP) (1) | Bâtiment de soutien à la plongée (BSP) (1) | Bâtiment de soutien à la plongée (BSP) (1) | Bâtiment de soutien à la plongée (BSP) (1) | Bâtiment de soutien à la plongée (BSP) (1) | Bâtiment de soutien à la plongée (BSP) (1) |
| ------------------------------------------ | ------------------------------------------ | ------------------------------------------ | ------------------------------------------ | ------------------------------------------ | ------------------------------------------ | ------------------------------------------ |
| Nireekshak Class                           |                                            | Bâtiment de soutien à la plongée (BSP)     | INS Nireekshak (A15)                       |                                            | 2 160 tonnes                               |                                            |
| Bâtiment de surveillance (1)               |                                            |                                            |                                            |                                            |                                            |                                            |
| INS Sagardhwani                            |                                            | Bâtiment de surveillance                   | INS Sagardhwani (A74)                      | Inde                                       | 2 050 tonnes                               |                                            |
| Bâtiment de récupération de torpilles (1)  |                                            |                                            |                                            |                                            |                                            |                                            |
| INS Astradharani                           |                                            | Bâtiment de récupération de torpilles      | INS Astradharani (A61)                     | Inde                                       | 650 tonnes                                 |                                            |

### Bâtiments hydrographiques
| Classe                        | Illustration                  | Type                          | Bâtiments | Origine                       | Déplacement                   | Note                          |
| Bâtiments hydrographiques (8) | Bâtiments hydrographiques (8) | Bâtiments hydrographiques (8) | Bâtiments hydrographiques (8) | Bâtiments hydrographiques (8) | Bâtiments hydrographiques (8) | Bâtiments hydrographiques (8) |
| ----------------------------- | ----------------------------- | ----------------------------- | --- | ----------------------------- | ----------------------------- | ----------------------------- |
| Sandhayak class               |                               | Bâtiment hydrographique       | INS Nirupak (J14) INS Investigator (J15) INS Jamuna (J16) INS Sutlej (J17) INS Sandhayak (J18) INS Darshak (J20) INS Sarvekshak (J22) | Inde                          | 1 800 tonnes                  |                               |
| Classe Makar                  | INS Makar                     | Bâtiment hydrographique léger | INS Makar (J31) | Inde                          | 500 tonnes                    |                               |

### Navires-écoles
| Classe               | Illustration         | Type                 | Bâtiments                                | Origine              | Déplacement          | Note                 |
| Bâtiments-écoles (4) | Bâtiments-écoles (4) | Bâtiments-écoles (4) | Bâtiments-écoles (4)                     | Bâtiments-écoles (4) | Bâtiments-écoles (4) | Bâtiments-écoles (4) |
| -------------------- | -------------------- | -------------------- | ---------------------------------------- | -------------------- | -------------------- | -------------------- |
|                      |                      | Bâtiment-école       | INS Tir (A86)                            | Inde                 | 3 200 tonnes         |                      |
|                      | INS Tarangini        | Voilier-école        | INS Tarangini (A75) INS Sudarshini (A77) | Inde                 | 500 tonnes           |                      |
|                      |                      | Voilier-école        | INS Varuna                               | Inde                 | 110 tonnes           |                      |

## Vedettes côtières
| Classe                    | Illustration            | Type                    | Bâtiments                      | Origine                 | Déplacement             | Note                                             |
| Vedettes côtières (110)   | Vedettes côtières (110) | Vedettes côtières (110) | Vedettes côtières (110)        | Vedettes côtières (110) | Vedettes côtières (110) | Vedettes côtières (110)                          |
| ------------------------- | ----------------------- | ----------------------- | ------------------------------ | ----------------------- | ----------------------- | ------------------------------------------------ |
| Super Dvora class         | FAC T-84                | Vedette côtière         | T80 T81 T82 T83 T84 T85 T86    | Israël                  | 50 tonnes               |                                                  |
| Intercepteur rapide       | T-403 interceptor craft | Vedette côtière         | 80 en service[réf. nécessaire] | Sri Lanka               | 40 tonnes               | Operated by Sagar Prahari Bal.                   |
| Vedette de soutien rapide |                         | Vedette côtière         | 23 en service                  | Inde                    | 60 tonnes               | Used by ONGC to protect off-shore establishments |